# Andreas Werckmeister
Andreas Werckmeister (Benneckenstein, 30 november 1645 – Halberstadt, 26 oktober 1706) was een Duits organist, orgelbouwer en muziektheoreticus en is vooral bekend geworden door zijn bijdrage aan de stemmingsmethodiek voor muziekinstrumenten.
Hij was de eerste die een stemming beschreef, die niet gebaseerd was op een stapeling van reine kwinten. Deze methodiek heeft een vervelende bijkomstigheid, doordat het 12e kwint "bis" niet exact gelijk is aan het 7e octaaf berekend vanaf dezelfde toon. Dit verschil wordt ook wel het komma van Pythagoras of pythagoreïsche komma genoemd.
Werckmeister beschreef (nog) niet de gelijkzwevende stemming, een misverstand onder degenen die zijn werk uit 1691 niet gelezen hebben, maar wel deed hij voorstellen voor wat hij noemde een wohltemperierte stemming, waarbij de gangbare verschillen en daarmee samenhangende dissonanties gematigd, getemperd werden. Dit wordt door deskundigen op het gebied van barokstemming inmiddels ingezien, en het betekent ook dat het allerminst zeker is dat Bachs Das wohltemperierte Klavier (WK) een gelijkzwevende stemming had! Wel een stemming - Werckmeister-III of Kirnbergerstemming - waarin alle toonsoorten konden worden gebruikt.  
In de door hem beschreven welgetempereerde stemming wordt het pythagoreïsch komma zodanig verdeeld over alle twaalf tonen van de toonladder dat alle toonsoorten speelbaar waren zonder te grote dissonanties. In tegenstelling tot de gelijkzwevende stemming hebben alle toonsoorten hierdoor een eigen karakter.
Pikant detail is, dat de invoering van de Werckmeister-stemming in religieuze kringen niet onverdeeld enthousiast ontvangen werd. De discussie bestond hieruit, dat het “kunstmatig knijpen” van de reine kwinten om ze passend te krijgen binnen de octavenreeks door sommigen als ingrijpen in Gods orde werd beschouwd.
Werckmeister weerlegde de kritiek met een verwijzing naar de reformatorische rechtvaardigingsleer waarin de verdienste van Christus een centraal thema vormde:
“Machet man etliche Tertias zurein / so werden die anderen Consonantien beleidigt / auch die Quinten: dass ist in der Bedeutung / wenn sich der Mensch in seiner Natur so rein halten / und ohne Gebrechen seyn will / so wird Christi Verdienst / in seiner Erniedrigung wieder geschmählert / und laediert: Denn der Mensch kann auf seine eigene Reinlichkeit sich nicht gründen. / Er muss auf Christi Verdienst / und Reinigkeit sehen.”